# Erguotou

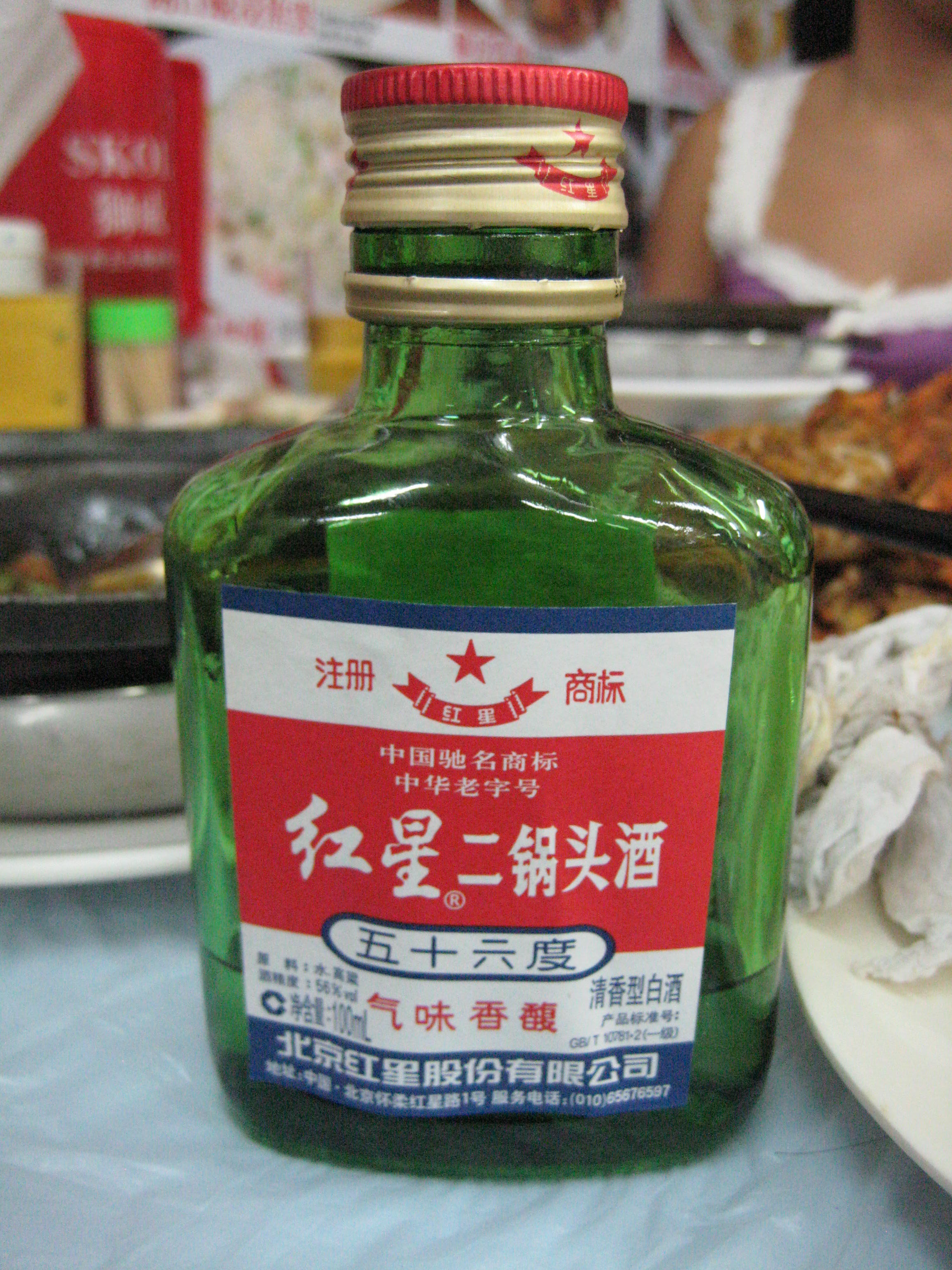

Erguotou (chiń. upr. 二锅头; chiń. trad. 二鍋頭; pinyin èrguōtóu) – chiński wysokoprocentowy napój alkoholowy z rodzaju określanego w Chinach mianem baijiu ("przeźroczysty alkohol"). Produkowany jest z sorgo, niekiedy również innych zbóż. Ziarna mieli się, gotuje i następnie poddaje wielomiesięcznej fermentacji. Nazwa erguotou oznacza dosłownie "głowa drugiego garnka", czyli produkt poddany podwójnej destylacji. Może zawierać nawet do 60% alkoholu. Często stosuje się różne dodatki smakowe, takie jak orzechy, longany, żeń-szeń itd. Uważany jest za produkt typowy dla Pekinu.